# Neide Simões
Neide Marina Fidalgo Alves Mateus Simões (nascida a 19 de julho de 1988) é uma futebolista portuguesa que jogou no Valadares Gaia e 60 vezes pela Seleção Portuguesa de Futebol Feminino entre 2007 e 2017. Simões joga como guarda-redes.

## International career
Simões fez 17 jogos pela selecção nacional sub-19 entre 2005 e 2007. Depois estreou-se internacionalmente pela Seleção Portuguesa de Futebol Feminino em 2007, tendo feito 60 internacionalizações. Ela jogou na Algarve Cup em 2012, 2014, 2015, e 2016.

## Vida pessoal
Simões é natural de Viseu, Portugal. Além do futebol, ela já trabalhou como treinadora de CrossFit.